# Tiago Adan
Tiago Adan Fonseca, meglio noto come Tiago Adan (Votorantim, 14 marzo 1988), è un ex calciatore brasiliano, di ruolo attaccante.

## Carriera
Ha giocato nella massima serie maltese e nella seconda divisione brasiliana. Inoltre, ha giocato tre partite nei turni preliminari delle coppe europee, di cui una per la Champions League e due per l'Europa League, tutte con il Floriana.